# VII Giochi dell'Impero e del Commonwealth Britannico
I VII Giochi dell'Impero e del Commonwealth Britannico si tennero a Perth (Australia) tra il 22 novembre ed il 1º dicembre 1962. Vi parteciparono 35 nazioni, per un totale di 863 atleti impegnati.

## Sport
I Giochi dell'Impero e del Commonwealth Britannico del 1962 hanno compreso un totale di 10 sport. Le discipline generali affrontate dagli atleti sono state le seguenti:
- Atletica leggera
- Bowls
- Ciclismo
  -  Ciclismo su strada
  -  Ciclismo su pista
- Lotta
- Pugilato
- Scherma
- Sollevamento pesi
- Nuoto
- Canottaggio

## Nazioni partecipanti
Le nazioni partecipanti sono state (in grassetto quelle che hanno partecipato per la prima volta):

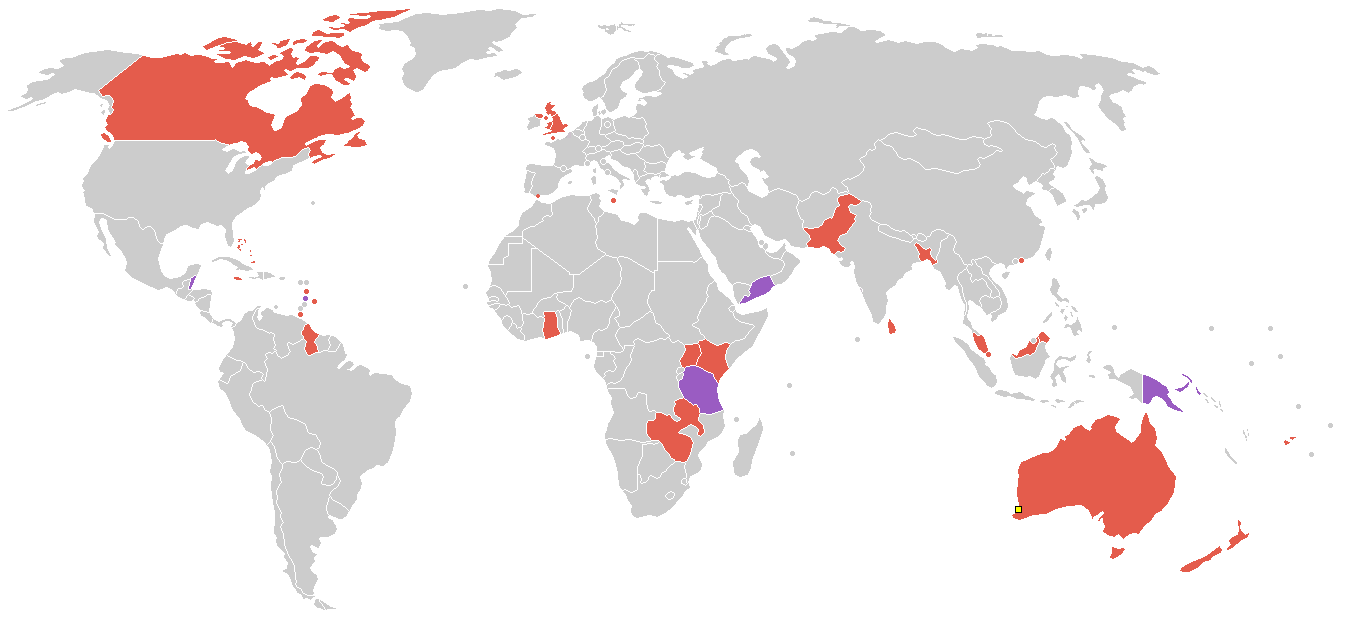
Nazioni partecipanti

- Aden
- Australia
- Bahamas
- Barbados
- Guyana britannica
- Honduras Britannico
- Canada
- Ceylon
- Dominica
- Inghilterra
- Figi
- Ghana
- Gibilterra
- Hong Kong
- Isola di Man
- Giamaica
- Isola di Jersey
- Kenya
- Malesia
- Malta
- Mauritius
- Nuova Zelanda
- Borneo Settentrionale
- Irlanda del Nord
- Pakistan
- Papua e Nuova Guinea
- Rhodesia e e Nyasaland
- Sarawak
- Scozia
- Singapore
- Saint Lucia
- Tanganica
- Trinidad e Tobago
- Uganda
- Galles

## Medagliere
| Posiz. | Nazione                   | Oro | Argento | Bronzo | Totale |
| ------ | ------------------------- | --- | ------- | ------ | ------ |
| 1      | Australia                 | 38  | 36      | 31     | 105    |
| 2      | Inghilterra               | 29  | 22      | 27     | 78     |
| 3      | Nuova Zelanda             | 10  | 12      | 10     | 32     |
| 4      | Pakistan                  | 8   | 1       | 0      | 9      |
| 5      | Canada                    | 4   | 12      | 15     | 31     |
| 6      | Scozia                    | 4   | 7       | 3      | 14     |
| 7      | Ghana                     | 3   | 5       | 1      | 9      |
| 8      | Giamaica                  | 3   | 1       | 1      | 5      |
| 9      | Kenya                     | 2   | 2       | 1      | 5      |
| 10     | Singapore                 | 2   | 0       | 0      | 2      |
| 11     | Uganda                    | 1   | 1       | 4      | 6      |
| 12     | Rhodesia e Nyasaland      | 0   | 2       | 5      | 7      |
| 13     | Galles                    | 0   | 2       | 4      | 6      |
| 14     | Bahamas                   | 0   | 1       | 0      | 1      |
| 15     | Figi                      | 0   | 0       | 2      | 2      |
| 15     | Trinidad e Tobago         | 0   | 0       | 2      | 2      |
| 17     | Barbados                  | 0   | 0       | 1      | 1      |
| 17     | Guiana britannica         | 0   | 0       | 1      | 1      |
| 17     | Isola di Jersey           | 0   | 0       | 1      | 1      |
| 17     | Federazione della Malesia | 0   | 0       | 1      | 1      |
| 17     | Irlanda del Nord          | 0   | 0       | 1      | 1      |
| 17     | Papua e Nuova Guinea      | 0   | 0       | 1      | 1      |
| Totale | Totale                    | 104 | 104     | 112    | 320    |